# دير بوكروفسكي (خاركيف)
كاتدرائية دير بوكروفسكي هي أقدم كاتدرائية في خاركيف، أوكرانيا، بُنيت في 1689. يضم المجمع مدرسة لاهوتية وكاتدرائية بوكروفسكي ومقر خاركيف الأسقفي ومعبد والدة الإله أوزيريانسكا.

## التاريخ
بُنيت أول كنيسة خشبية في النصف الأول من القرن السابع عشر، وتم تكريسها على شرف شفاعة والدة الإله. في 1659، قرر القوزاق المحليون بناء معبد حجري. تم الانتهاء منه بحلول 1689 وكرسه الأسقف ابراهام يوخوف.
صُممت الكنيسة الحجرية على الطريقة الروسية التقليدية، وهي عبارة عن بازيليكا ذات ثلاث قباب مقامة على معبد "شتوي" دافئ. كان الجزء العلوي متصلاً ببرج الناقوس بمعرض الرواق.
تم ترميم كنيسة بوكروفسكي في 1729، وتم تزويدها بمستلزمات الكنيسة الجديدة. في 1732، تلقى برج الناقوس جرسًا جديدًا؛ بلغ وزنه 1.6 طن. في 1799-1846، كانت الكنيسة تتمتع بوضع الكاتدرائية. تم إغلاقها في عشرينيات القرن الماضي، وتدهورت لأكثر من 30 عامًا. في 1992، أُعيدت تحت إدارة الكنيسة الأوكرانية الأرثوذكسية (بطريركية موسكو).